# Meander wcięty

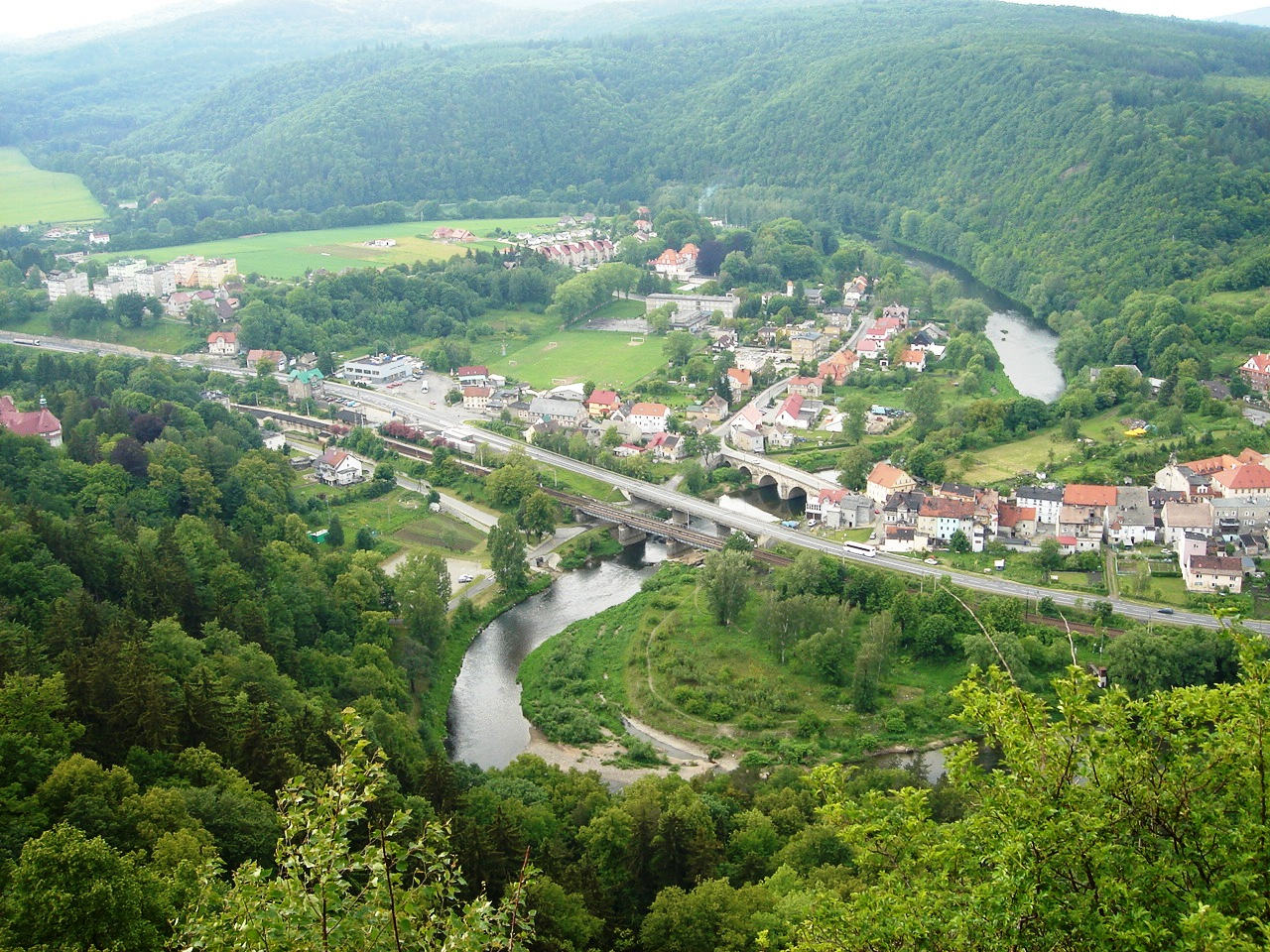
Na pierwszym planie i w oddali, meander wcięty Nysy Kłodzkiej w Bardzie

Meander wcięty – typ meandra, którego zbocza są wycięte w skale podłoża, w którym skręt koryta rzecznego jest równocześnie skrętem doliny. Takie meandry są częste w obszarach wyżynnych i górskich. 

## Powstawanie
Przypuszcza się, że powstają w trakcie wypiętrzania terenu, po którym płynęły niegdyś rzeki meandrujące, w których tempo erozji wgłębnej dotrzymywało kroku tempu wypiętrzenia. Meandry wcięte mogą także nawiązywać do przebiegu spękań w skale. 

## Występowanie
Meandry wcięte występują m.in. w dolinach Dunajca, Popradu i Nysy Kłodzkiej w przełomie przez Góry Bardzkie.